# Eunuchi per il regno dei cieli
Eunuchi per il regno dei cieli è un detto di Gesù riportato dal vangelo secondo Matteo. 

## Testo evangelico
La frase si trova dopo l'insegnamento sul matrimonio e il divorzio. Il testo evangelico riporta: 

## Interpretazione
Nell'antico Israele il matrimonio era un obbligo morale, che riguardava anche i rabbini. Secondo vari commentatori, la frase potrebbe essere stata pronunciata da Gesù per ribattere ad un'accusa rivolta a lui e a qualche suo discepolo che lo seguiva senza essersi sposato. Gesù distingue gli uomini che all'epoca non si sposavano in tre categorie, che definisce eunuchi. Alla prima categoria appartengono quelli che non potevano farlo per cause naturali perché affetti da impotenza; alla seconda appartenevano i castrati, che nell'antico Oriente venivano sottoposti a questa pratica per vari motivi, tra cui quella di diventare funzionari di corte; alla terza appartenevano quelli, come lo stesso Gesù, che pur potendolo fare sceglievano volontariamente di non sposarsi, per dedicarsi completamente alla causa del regno di Dio.

## Differenze tra i vangeli
Negli altri due vangeli sinottici, il brano sul matrimonio e il ripudio non contiene alcun riferimento al celibato, per cui autorevoli esegeti, fra cui Jacques Dupont, ritengono che la frase riportata dal vangelo di Matteo sia stata effettivamente pronunciata da Gesù, ma in un'altra occasione.